# 3JS
3JS — нидерландская рок-группа из Волендама. Стала широко известна в странах Бенилюкса после успешного выпуска дебютного альбома Watermensen в 2007.

## История
Группа состоит из Яна Дюллеса, Япа Квакмана и Япа де Витте. Участники коллектива знают друг друга с 1996, однако сама группа была образована в 2002.

### Альбом Watermensen (2007)
8 марта 2007 года группа выпустила свой первый студийный альбом «Watermensen» (русск. «Водяные»). Альбом был полностью записан в домашней студии и выпущен музыкантами за свой счёт. Композиции «Kom», «Net alsof», «Een met de bomen», «Watermensen» и «Wiegelied» сразу же стали хитами. 6 июля 2007 альбом достиг 6-й позиции в чарте Mega Album Top 100, и продержался в нём ещё 87 недель.
Летом того же года в эфире канала RTV Noord-Holland вышла программа «3JS komen eraan». Передача выходила в эфир в течение 8 недель. Ведущими программы стали участники группы 3JS.
21 января 2008 группа получила «Рембрандт» (премию, присуждаемую Stichting Nederlandse Muziek) за песню «Watermensen».

### Альбом Kamers van m’n hart (2008)
В октябре 2008 группа выпустила второй альбом, «Kamers van m’n hart» (русск. «Комнаты моего сердца»). Первый сингл, «Hou van mij», достиг четвертой ступеньки в Single Top 100. Сам альбом имел такой же успех, как и предыдущий, и достиг 4 места в первую же неделю после выпуска на Mega Album Top 100, и держался сорок недель в хит-парадах.

### Альбом Dromers en dwazen (2010)
Третий альбом «Dromers en dwazen» (русск. «Мечтатели и глупцы») был выпущен весной 2011. Он оказался в тройке лучших альбомов по версии «MegaCharts» Первый сингл с этого альбома — «Loop met me over zee» — был выпущен 27 октября 2010.

### Участие наЕвровидении 2011
Во время одного из местных радиошоу участники группы объявили, что будут представлять Нидерланды на песенном конкурсе Евровидение 2011 в Германии с нидерландской телерадиокомпанией Televisie Radio Omroep Stichting (TROS). Группа записала ещё пять песен к концу 2010 года, которые были исполнены на национальном отборочном конкурсе (нидерл. Nationaal Songfestival) в начале 2011 года, в ходе которого общественность и профессиональное жюри большинством голосов отдали предпочтение песне «Je vecht nooit alleen» (русск. «Ты воюешь не один»). Английская версия композиции («Never alone») была исполнена во втором полуфинале. По результатам зрительского голосования ей не удалось выйти в финал.

## Дискография

### Альбомы
- Watermensen (2007)
- Kamers van m’n hart (2008)
- Dromers en dwazen (2010)

### Синглы
- Kom (2007)
- Net alsof (2007)
- Eén met de bomen (2007)
- Eén met de bomen. Voor. 2 (2007)
- Watermensen (2008)
- Wiegelied (2008)
- Hou van mij (2008)
- Kamers van m’n hart (2009)
- Bevlogen als vogels (2009)
- Vandaag ben ik vrij (2009)
- Loop met me over zee (2010)
- Geloven in het leven (2010)